# China West Air
China West Air (chinesisch 西部航空) ist eine chinesische Regionalfluggesellschaft mit Sitz in Chongqing und Basis auf dem Flughafen Chongqing-Jiangbei.

## Geschichte
China West Air wurde als Tochtergesellschaft der Hainan Airlines im März 2006 gegründet und nahm den Flugbetrieb am 14. Juni 2007 auf.
Seit 2016 ist China West Air Mitglied in der U-FLY Alliance.

## Flugziele
China West Air fliegt von Chongqing und weiteren Basen in China vor allem Ziele in China an. Es werden aber auch Ziele in Südostasien angeflogen.

## Flotte

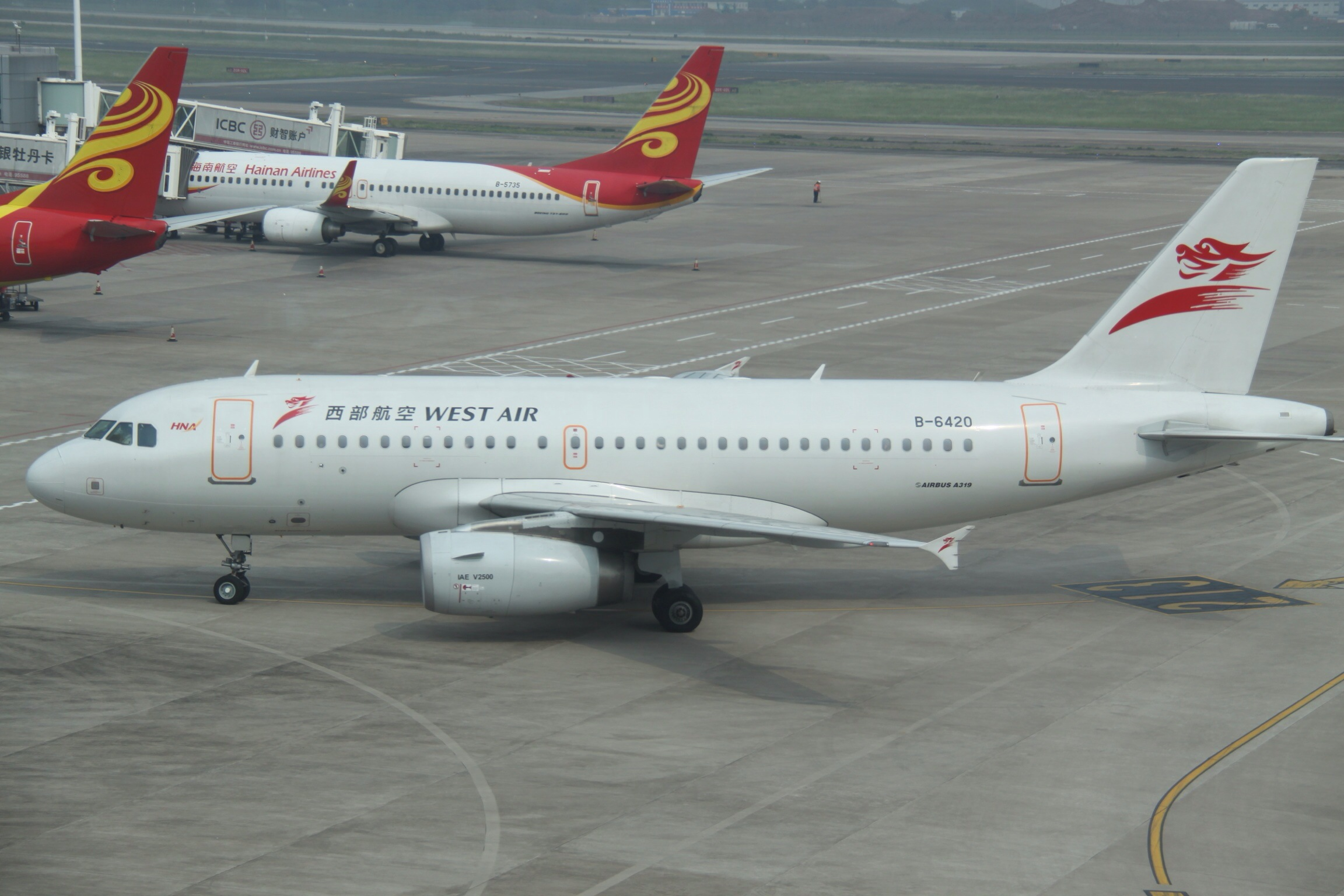
Airbus A319-100 der China West Air

### Aktuelle Flotte

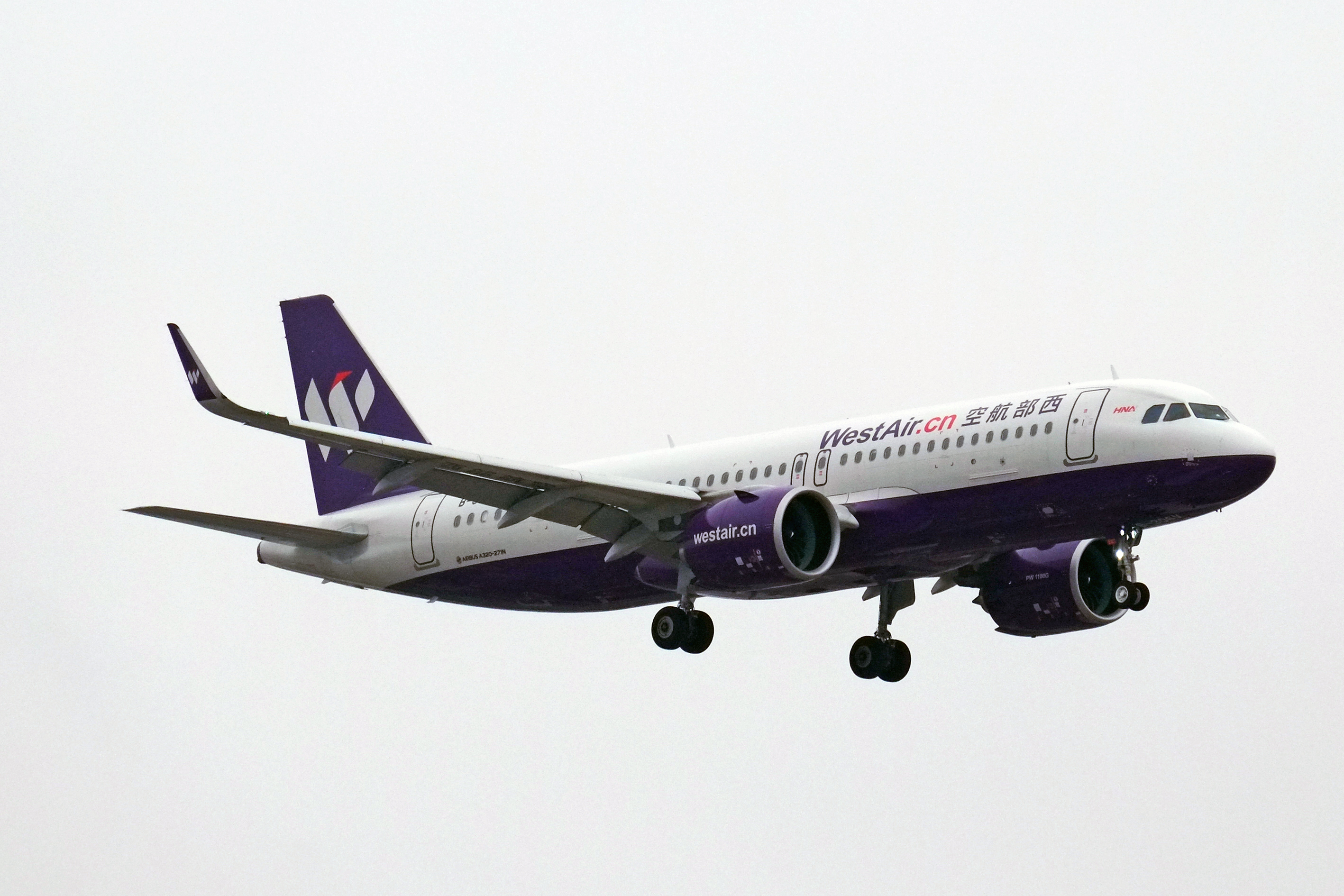
Airbus A320neo der China West Air

Mit Stand Januar 2025 besteht die Flotte der China West Air aus 44 Flugzeugen mit einem Durchschnittsalter von 9,6 Jahren:
| Flugzeugtyp     | Anzahl | bestellt | Anmerkungen                   | Sitzplätze | Durchschnittsalter |
| --------------- | ------ | -------- | ----------------------------- | ---------- | ------------------ |
| Airbus A319-100 | 04     |          |                               | 144        | 13,6 Jahre         |
| Airbus A320-200 | 26     |          | 18 mit Sharklets ausgestattet | 180 186    | 10,6 Jahre         |
| Airbus A320neo  | 06     |          |                               | 186        | 5,8 Jahre          |
| Airbus A321-200 | 04     |          | mit Winglets ausgestattet     | 212        | 8,8 Jahre          |
| Airbus A321neo  | 04     |          |                               | 207        | 2,9 Jahre          |
| Gesamt          | 44     | –        |                               |            | 9,6 Jahre          |

### Aktuelle Sonderbemalungen
| Bemalung       | Flugzeugtyp     | Luftfahrzeugkennzeichen | Zeitraum           | Bild |
| -------------- | --------------- | ----------------------- | ------------------ | --- |
| U-FLY Alliance | Airbus A320-200 | B-1897                  | seit Dezember 2016 | |
| Pand-Auto      | Airbus A320-200 | B-9949                  | seit Juli 2018     | Bild gesucht Die Wikipedia wünscht sich an dieser Stelle ein Bild. Weitere Infos zum Motiv findest du vielleicht auf der Diskussionsseite . Falls du dabei helfen möchtest, erklärt die Anleitung , wie das geht. |
| Happy Valley   | Airbus A320-200 | B-9982                  | seit Mai 2017      | Bild gesucht Die Wikipedia wünscht sich an dieser Stelle ein Bild. Weitere Infos zum Motiv findest du vielleicht auf der Diskussionsseite . Falls du dabei helfen möchtest, erklärt die Anleitung , wie das geht. |

### Ehemalige Flugzeugtypen
In der Vergangenheit setzte China West Air bereits folgende Flugzeugtypen ein:
- Boeing 737-300[3]